# Saga de los Aznar

La Saga de los Aznar es una serie de novelas de ciencia ficción del escritor español Pascual Enguídanos publicadas bajo el seudónimo George H. White. Inicialmente fueron publicadas en España entre 1953 y 1958 y reeditadas, revisadas y ampliadas entre 1973 y 1978 en la colección Luchadores del Espacio de Editorial Valenciana.
En la EuroCon celebrada en Bruselas en 1978 recibió el premio de «Mejor serie de ciencia ficción publicada en Europa». En el marco del Congreso Nacional de Fantasía y Ciencia Ficción (conocido habitualmente como HispaCon), que se celebra en España desde 1969, entre los años 1999 y 2004 se incluyeron reuniones, conferencias y exposiciones conocidas como «AznarCon» dedicadas a la saga.

## Historia
Las novelas que conforman la saga, del tipo conocido como «novelas de a duro» (posteriormente denominadas «bolsilibros»), son obra del escritor español Pascual Enguídanos y publicadas bajo el seudónimo George H. White, están configuradas en forma de epopeya del futuro y narran las vicisitudes de la humanidad a través de los descendientes de la familia del primer protagonista de la serie, el aviador Miguel Ángel Aznar de Soto. Miquel Barceló, editor, traductor y escritor español especializado en el género de la ciencia ficción, la considera como la primera space opera publicada en España y la saga recibió el premio de «Mejor serie de ciencia ficción publicada en Europa» en la Convención Europea de Ciencia Ficción (EuroCon) celebrada en Bruselas en 1978.
La saga se inició en 1953, inaugurando la colección «Luchadores del Espacio», editada por Editorial Valenciana, llegando a aparecer un total de 32 títulos. En 1958 con Lucha a muerte, número 121 de «Luchadores del Espacio», se finalizó la primera edición. Pero en 1974 Editorial Valenciana volvió a publicar la colección, esta vez dedicada casi exclusivamente a reeditar los títulos de la saga. Esta segunda edición no fue solamente una reedición, ya que Enguídanos corrigió, retocó e incluso reescribió los títulos aparecidos en los años 1950, dotándolos de más coherencia (principalmente en los primeros números), adaptándolos al paso del tiempo y corrigiendo algunos errores; también eliminó dos de las novelas originales (La ciudad congelada, n.º 3 de la colección y Dos mundos frente a frente, n.º 14), una como resultado de la fusión de tres números en tan solo dos y la otra porque la base del argumento chocaba con un cambio conceptual que había introducido en la revisión de la obra. En esta segunda edición además de los de la primera se publicaron veinticuatro títulos nuevos.
Aunque se habían anunciado dos títulos más, El gran miedo y Escuadrón Delta, nunca llegaron a publicarse y, en 1978, con la publicación de El refugio de los dioses (n.º 59 de la segunda edición de «Luchadores del Espacio»), la saga finalizó definitivamente.
En 2003, con motivo del cincuentenario de la primera edición, la Editorial Silente volvió a reeditarla, pero agrupándola en veintitrés tomos añadiendo comentarios sobre el argumento y tres extras que incluían los dos títulos eliminados en la segunda edición y otras novelas de Enguídanos relacionadas con la saga pero que no pertenecen a ella.
La obra de Enguídanos representa el equivalente español de la ciencia ficción basada en la aventura y en la space opera que pobló los pulp estadounidenses de las décadas de 1930 y 1940, tendencia representada por autores como E. E. Smith, Jack Williamson y Edmond Hamilton. Presenta un marcado carácter épico y predominan los acontecimientos bélicos y la aventura, aunque con un cierto respeto a la ciencia y a la tecnología, a diferencia de otros libros de bolsillo de la época.

## Novelas publicadas
La saga, que puede repartirse en 8 ciclos, se compone de 56 novelas publicadas en dos ediciones, la primera publicada en los años 1950 y la segunda en los años 1970. Aunque en sentido estricto la novela Robinsones cósmicos no forma parte de la saga, se incluye en lista al estar relacionada con ella. En cada novela se indica el número con que se publicó dentro de la colección «Luchadores del Espacio», tanto en la primera como en la segunda edición, en su caso.
| Título                          | N.º en 1.ª ed. | Año  | N.º en 2.ª ed. | Año  | Ciclo |
| ------------------------------- | -------------- | ---- | -------------- | ---- | ----- |
| Los hombres de Venus            | 1              | 1953 | 1              | 1974 | 1.º   |
| El planeta misterioso           | 2              | 1953 | 2              | 1974 | 1.º   |
| La ciudad congelada             | 3              | 1954 | -              | -    |       |
| Cerebros electrónicos           | 4              | 1954 | 3              | 1974 | 1.º   |
| La horda amarilla               | 6              | 1954 | 4              | 1974 | 1.º   |
| Policía Sideral                 | 7              | 1954 | 5              | 1974 | 1.º   |
| La abominable bestia gris       | 11             | 1954 | 6              | 1974 | 1.º   |
| La conquista de un imperio      | 12             | 1954 | 7              | 1974 | 1.º   |
| El reino de las tinieblas       | 13             | 1954 | 8              | 1974 | 1.º   |
| Dos mundos frente a frente      | 14             | 1954 | -              | -    | 1.º   |
| Salida hacia la Tierra          | 15             | 1954 | 9              | 1974 | 2.º   |
| Venimos a destruir el mundo     | 16             | 1954 | 10             | 1974 | 2.º   |
| Guerra de autómatas             | 17             | 1954 | 11             | 1974 | 2.º   |
| Redención no contesta           | 23             | 1954 | 12             | 1974 | 2.º   |
| Mando siniestro                 | 24             | 1954 | 13             | 1974 | 2.º   |
| División Equis                  | 25             | 1954 | 14             | 1974 | 2.º   |
| Robinsones cósmicos             | 26             | 1954 | 40             | 1975 | 3.º   |
| Invasión nahumita               | 33             | 1955 | 15             | 1974 | 3.º   |
| Mares tenebrosos                | 34             | 1955 | 16             | 1974 | 3.º   |
| Contra el imperio de Nahum      | 35             | 1955 | 15             | 1974 | 3.º   |
| La guerra verde                 | 36             | 1955 | 18             | 1974 | 3.º   |
| Motín en Valera                 | 44             | 1955 | 19             | 1974 | 3.º   |
| El enigma de los hombres planta | 45             | 1955 | 20             | 1974 | 3.º   |
| El azote de la humanidad        | 46             | 1955 | 21             | 1975 | 3.º   |
| El coloso en rebeldía           | 57             | 1956 | 22             | 1975 | 3.º   |
| La bestia capitula              | 58             | 1956 | 23             | 1975 | 3.º   |
| ¡Luz sólida!                    | 93             | 1957 | 24             | 1975 | 4.º   |
| Hombres de titanio              | 94             | 1957 | 25             | 1975 | 4.º   |
| ¡Ha muerto el Sol!              | 95             | 1957 | 26             | 1975 | 4.º   |
| Exilados de la Tierra           | 96             | 1957 | 27             | 1975 | 4.º   |
| El imperio milenario            | 97             | 1957 | 28             | 1975 | 4.º   |
| Regreso a la patria             | 120            | 1958 | 29             | 1975 | 5.º   |
| Lucha a muerte                  | 121            | 1958 | 30             | 1975 | 5.º   |

| Título                    | N.º en 2.ª ed. | Año  | Ciclo |
| ------------------------- | -------------- | ---- | ----- |
| Universo remoto           | 31             | 1975 | 6.º   |
| Tierra de titanes         | 32             | 1975 | 6.º   |
| El ángel de la muerte     | 33             | 1975 | 6.º   |
| Los nuevos brujos         | 36             | 1975 | 6.º   |
| Conquistaremos la Tierra  | 37             | 1975 | 6.º   |
| Puente de mando           | 38             | 1975 | 6.º   |
| Viajeros en el tiempo     | 41             | 1975 | 6.º   |
| Vinieron del futuro       | 42             | 1975 | 6.º   |
| Al otro lado del universo | 43             | 1975 | 6.º   |
| El planetillo furioso     | 44             | 1976 | 6.º   |
| El ejército fantasma      | 45             | 1976 | 6.º   |
| ¡Antimateria!             | 46             | 1976 | 6.º   |
| Un millón de años         | 48             | 1976 | 7.º   |
| La otra Tierra            | 49             | 1976 | 7.º   |
| La rebelión de los robots | 50             | 1976 | 7.º   |
| Supervivencia             | 51             | 1976 | 7.º   |
| ¡Thorbod! la raza maldita | 52             | 1976 | 7.º   |
| El retorno de los dioses  | 53             | 1976 | 7.º   |
| La Tierra después         | 54             | 1977 | 7.º   |
| Los últimos de Atolón     | 55             | 1977 | 7.º   |
| Guerra de autoplanetas    | 56             | 1977 | 7.º   |
| La civilización perdida   | 57             | 1977 | 8.º   |
| Horizontes sin fin        | 58             | 1978 | 8.º   |
| El refugio de los dioses  | 59             | 1978 | 8.º   |

## Adaptaciones
La saga fue objeto de una adaptación a historieta, obra del propio escritor y del dibujante Matías Alonso, que publicó Editorial Valenciana entre 1959 y 1960.